# Фредрік Паллесен Кнудсен
Фредрік Паллесен Кнудсен (норв. Fredrik Pallesen Knudsen, нар. 30 серпня 1996, Берген, Норвегія) — норвезький футболіст, захисник клубу «Бранн».

## Ігрова кар'єра

### Клубна
У 2012 році Фредрік Кнудсен приєднався до молодіжної команди клубу «Бранн», з якою в якості капітана команди виграв молодіжний Кубок Норвегії. 26 листопада 2014 року Кнудсен дебютував на професійному рівні. Сезон 2016 року він провів в оренді в клубі Другого дивізіону «Осане».
У січні 2017 року Кнудсен перейшов до клубу «Геугесунн», з яким підписав трирічний контракт. Влітку 2017 року захисник провів свій перший матч на міжнародному рівні - в кваліфікації Ліги Європи. У грудні 2019 року Фредрік продовжив контракт з клубом до кінця 2021 року.
Після завршення контракту з «Геугесунном» Кнудсен повернувся до «Бранна». З яким у першому ж сезоні вилетів до Другого дивізіону. Але вже наступного сезону повернувся до Елітсерії і в 2023 році виграв Кубок Норвегії. Кілька разів футболіст продовжував дію контракту з клубом.

### Збірна
З 2017 по 2018 роки Фредрік Кнудсен провів п'ять матчів в складі молодіжної збірної Норвегії.

## Титули
Бранн
 Переможець Кубка Норвегії: 2022/23